# بمبلی (دهانه)
بمبلی یک دهانه برخوردی در ماه است.